# Lumbrineriopsis tsushimaensis
Lumbrineriopsis tsushimaensis är en ringmaskart som beskrevs av Imajima och Masanobu Higuchi 1975. Lumbrineriopsis tsushimaensis ingår i släktet Lumbrineriopsis och familjen Lumbrineridae. Inga underarter finns listade i Catalogue of Life.